# Fleur des histoires de la terre d'Orient
La Fleur des histoires de la terre d'Orient est une œuvre en ancien français du chroniqueur arménien médiéval Héthoum de Korikos.